# Feiertagskinder

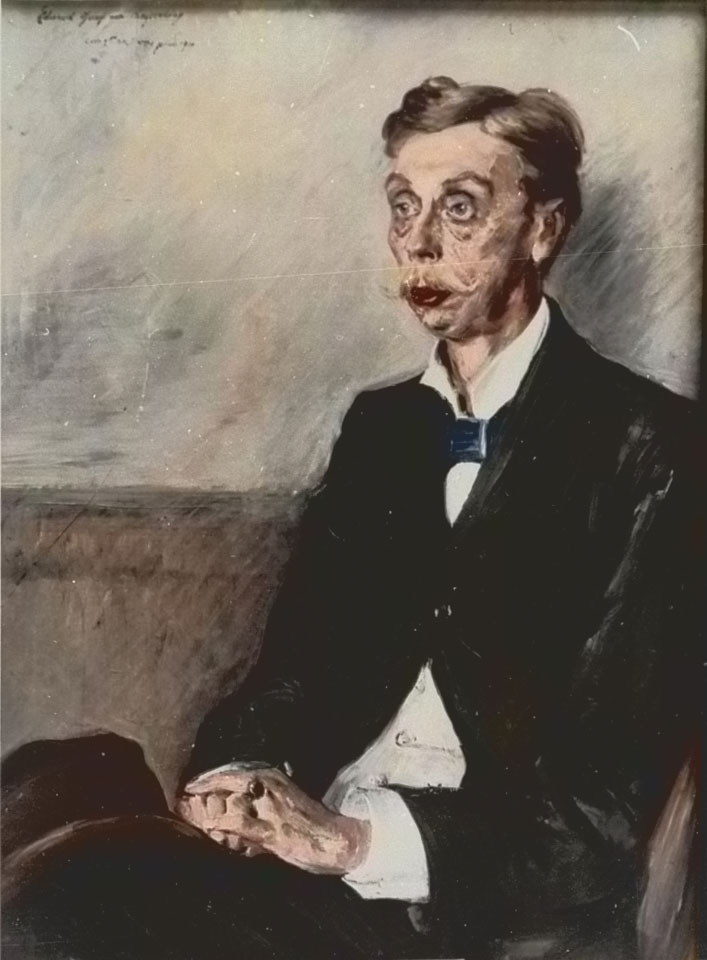
Lovis Corinth:
Eduard Graf von Keyserling
- 1855 † 1918

Feiertagskinder ist der letzte Roman von Eduard von Keyserling, der 1919 bei S. Fischer in Berlin erschien. In Velhagen & Klasings Monatsheften erschien bereits im Dezember 1918 der erste und im Januar 1919 der zweite Teil des Romans. Der Autor hatte den Text wegen fortschreitender Erblindung einer seiner Schwestern diktieren müssen.

## Handlung
Irma von Buchow und ihr siebenjähriger Sohn Uli sind Feiertagskinder. Die Adelige bewohnt zusammen mit ihrem Gatten, Baron Ulrich von Buchow, dessen Landhaus Laleiken in der Nähe des Marktfleckens Drixen. Zu der Familie gehören noch die neunjährige Tochter Isa und Irmas Vater, der Graf Pax. Der kleine Uli mit dem großen Lockenkopf ist nach der Mutter geraten. Uli hasst den Alltag. Gutsherr Ulrich, ein „guter Arbeiter, ein steifer Geselle, der schwer auftaut“, ist nicht der Richtige für Irma. Ganz anders als Ulrich gibt sich dessen jüngerer Bruder Achaz von Buchow. In diplomatischen Diensten zwischen Berlin und Rom pendelnd, macht Achaz mitunter in Laleiken Urlaub. Irma lebt während dieser Aufenthalte des jungen Weltmannes, der „so viel Heiterkeit“ ausstrahlt, jedes Mal sichtlich auf und tritt für eine Zeit aus ihrem Schattendasein. Sobald der Schwager abgereist ist, sehnt sie sich nach seinem hellen Lachen. Wenn Achaz in den Metropolen dieser Welt Pech im Spiel gehabt hat, bittet er Ulrich um Geld. Der große Bruder redet dem leichtsinnigen Diplomaten zwar zunächst ins Gewissen, lässt aber dann daheim im Baltikum einen Wald abholzen, um die Schulden zu tilgen.
Die scheinbar intakte Laleikener Welt gerät aus den Fugen, als der kleine Uli erkrankt und stirbt. Ulrich bewältigt die Trauer unter anderem durch Arbeit auf seinem Landgut, doch Irma verwindet den Verlust nicht. Ihre Rolle als Gutsfrau will sie nicht spielen. Irma scheut die Betreuung der Armen und Kranken in ihrem Umkreis. In seiner Not ruft Ulrich den Bruder herbei. Achaz soll Irma lehren, das Leben wieder zu lieben. Der Diplomat reist an und erweist sich für diese Aufgabe als zu geeignet. Irma und Achaz verlieben sich ineinander. Ulrich, dem die Beziehung nicht verborgen bleibt, schickt den Bruder fort. Achaz geht. Irma – von Ulrich nach einer Auseinandersetzung schließlich freigegeben – folgt dem Geliebten nach Berlin. Zunächst will sie dort bei ihrer Tante, der Gräfin Krothow – das ist eine Schwester ihres Vaters – unterkommen.
„Die Scheidung ist im Gange“. Ulrich will „das neue Leben kräftig anfassen“. Isa bleibt beim Vater in Laleiken. Das scheue kleine Mädchen mit dem „spitzen, bleichen Gesichtchen und dem sorgenvollen Munde“ ist genauso ernst und schwerblütig veranlagt wie sein Vater. Feiertags freut es sich auf den nächsten Werktag.

## Zitat
Achaz zu Irma: „Nur wenn das Leben uns wie die Welle im Seebad hochhebt, dann ist es des Lebens wert.“

## Form
Der unaufdringliche, gemessene Vortrag der vorhersehbaren Ehebruch-Geschichte besticht durch passende Einbeziehung baltischer Landschaftsbilder im Wechsel der Jahreszeiten. Nebenfiguren motivieren den offen liegenden Charakter der Protagonisten. Zum Beispiel ist Irma ihrem Vater, Graf Pax, ähnlich. Der alte Graf schwärmt von seinen besten Jahren; vom Pariser Leben. Zwar erkennt Graf Pax den Skandal, den seine Tochter verschuldet, kommt aber rasch darüber hinweg und freut sich auf einen Lebensabend in Berlin zusammen mit Irma. Das soziale Gefälle zwischen Herr und Gesinde wird nicht schöngefärbt. So redet die Nebenfigur Fräulein Christa dem Diplomaten ins Gewissen. Der charakterschwache Achaz gibt der Untergebenen Recht, bessert sich aber überhaupt nicht.
Die Sprache ist rein. Somit bietet die Lektüre Lesegenuss.